# Har Acmon
Har Acmon (hebrejsky: הר עצמון) je vrch v horském pásu Harej Jatvat o nadmořské výšce 547 metrů v severním Izraeli, v Dolní Galileji.
Nachází se cca 1,5 kilometru jižně od vesnice Jodfat. Má podobu výrazného kopce s převážně zalesněnými svahy, který na všech stranách vystupuje nad okolní krajinu. Na jih a východ od vrcholu začíná terénní zlom, jenž padá strmě do údolí Bejt Netofa k městu Kafr Manda. Výškový rozdíl mezi dnem údolí a vrcholkem hory přesahuje 350 metrů. Strmý spád mají i severní svahy, které klesají do údolí vádí Nachal Jodfat. Na západní straně se do terénu rovněž výrazně zařezává vádí Nachal Evlajim, které odděluje na protější straně stojící obec Kaukab Abu al-Hidža. Hora je turisticky využívána. Má navíc historický význam, protože v 1. století křesťanského letopočtu zde probíhaly bitvy mezi Židy a Římany v době první židovské války. Nachází se tu i jeskyně se starobylými náhrobky vytesanými do skály. Hora je začleněna do přírodní rezervace Har Acmon.